# Curt Åström
Curt Åström (11 de julio de 1924 - 4 de enero de 1986) fue un actor, cantante, compositor, escritor e intérprete de revista de nacionalidad sueca.

## Biografía
Su verdadero nombre era Kurt Lennart Åström, aunque también fue conocido como Curt "Minimal" Åström, y nació en Gävle, Suecia. Actuó en varios teatros de Helsinki, y en 1948 empezó a trabajar en el Casinorevyn, donde sustituyó a Nils Ohlson en el trío cómico Tre Knas. A finales de los años 1950 viajó en gira con Stig Anderson por diferentes ciudades de su país.  
Curt Åström falleció en Estocolmo, Suecia, en 1986, siendo enterrado en el Cementerio Skogskyrkogården de esa ciudad.

## Filmografía (selección)
- 1947 : 91:an Karlssons permis
- 1948 : Loffe som miljonär
- 1949 : Lattjo med Boccaccio
- 1950 : Motorkavaljerer
- 1950 : Fästmö uthyres
- 1950 : Regementets ros
- 1950 : Påhittiga Johansson
- 1951 : Tull-Bom
- 1951 : Spöke på semester
- 1951 : Frånskild
- 1952 : Klackarna i taket
- 1952 : Klasskamrater
- 1952 : Kalle Karlsson från Jularbo
- 1952 : Han glömde henne aldrig
- 1952 : 69:an, sergeanten och jag
- 1953 : Terras fönster nr 7
- 1953 : Kungen av Dalarna
- 1953 : Resan till dej
- 1954 : Hjälpsamma herrn
- 1954 : Sju svarta "Be-Hå"
- 1954 : Karin Månsdotter
- 1954 : Skrattbomben
- 1954 : Flicka med melodi
- 1955 : Resa i natten
- 1955 : Far och flyg
- 1955 : 91 Karlsson rycker in
- 1955 : Janne Vängman och den stora kometen
- 1955 : Ratataa
- 1956 : Suss gott
- 1957 : 91:an Karlsson slår knock out
- 1959 : Guldgrävarna
- 1961 : Katten och kanariefågeln (TV)
- 1964 : Vi på Saltkråkan (TV)
- 1965 : Pang i bygget
- 1966 : Trettio pinnar muck
- 1968 : Bombi Bitt och jag (TV)
- 1967 : Ola & Julia
- 1968 : Längta efter kärlek
- 1969 : Pippi Långstrump
- 1972 : Firmafesten
- 1973 : Här kommer Pippi Långstrump
- 1980 : Sverige åt svenskarna

## Teatro
- 1961 : Fridas visor, de Birger Sjöberg, dirección de Per Sjöstrand, Skansens friluftsteater[2]

## Compositor
- 1957 : Varför är jag blek

## Escritor
- 1957 : Elvira, Elvira
- 1957 : Varför är jag blek